# Silene capitata
Silene capitata är en nejlikväxtart som beskrevs av Vladimir Leontjevitj Komarov. Silene capitata ingår i släktet glimmar, och familjen nejlikväxter. Inga underarter finns listade i Catalogue of Life.